# Дональд Бартелмі
До́нальд Ба́ртелмі (англ. Donald Barthelme; Дональд Бартельмі; 7 квітня 1931, Філадельфія — 23 липень 1989 року, Х'юстон) — американський письменник-постмодерніст, відомий своїми короткими оповіданнями. Також працював репортером в газеті Х'юстон. Був головним редактором журналу Location, директором Музею сучасного мистецтва в Х'юстоні (1961–1962), співзасновником журналу Fiction.

## Життя
Бартелмі народився у Філадельфії в 1931 році. Його батько і мати познайомилися під час навчання в Пенсильванському університеті. У 1933 році, коли батько Дональда отримав посаду професора архітектури в Х'юстонському університеті, вся родина перебралася в Техас. Пізніше він і сам вступив до Х'юстонського університету, де вивчав журналістику. У 1951 році, бувши студентом, Бартелмі пише свої перші статті для газети Houston Post.
У 1953 році він був призваний на службу в армію США. 27 липня того ж року доставлений на Корейський півострів, як раз в день підписання угоди про припинення вогню, фактично поклало кінець Корейській війні. Ще деякий час Бартелмі служив головним редактором армійської газети, а після закінчення служби повернувся до роботи у Houston Post і продовжив навчання в університеті, вивчаючи філософію. Заняття він відвідував аж до 1957 року, однак диплом так ніколи і не отримав. Більшу частину вільного часу Дональд проводив у Х'юстонських джаз-клубах, слухаючи таких джазових музикантів як Лайонел Хемптон і Пек Келлі.
У 1962 році він переїхав до Нью-Йорка. За свої творчі роки Бартелмі написав чотири романи і понад сто оповідань, а також видав книгу пародій «Заборонені насолоди» і безліч коротких есе та інтерв'ю на різноманітні теми.
Дональд Бартельмі також деякий час працював викладачем у Бостонському університеті, Університеті Буффало і з 1974 по 1975 рік у Сіті-коледжі, куди був запрошений як заслужений професор.

### Особисте життя
Бартемлі був одружений чотири рази. Друга його дружина, Гелен Бартелмі, пізніше написала біографію під назвою «Дональд Бартелмі». Зі своєю третьою дружиною, Біргіт, він мав спільну дитину, дочку Анну, яка стала його першою дитиною. Останнім шлюбом, який тривав аж до смерті Бартелмі, був зв'язок з Маріоною Бартелмі (Marion Knox/Barthelme). Від цього шлюбу в Дональда також народилася дочка Катерина. Дональд Бартелмі помер в 1989 році від раку горла.

## Творчість
В 1961 році Бартелмі став директором Музею сучасного мистецтва у Х'юстоні. Він опублікував своє перше оповідання «L'Lapse» в тому ж році.
У своїх коротких оповіданнях і новелах Бартелмі описує світ настільки нереалістичним, що традиційні способи художньої літератури вже не можуть охопити його.
У 1964 році Бартелмі видав збірку ранніх оповідань «Повертайтеся, доктор Калігарі», за що і отримав значне визнання критиків як новатора короткої форми розповіді. Бартельмі був одним із лідерів так званого «чорного гумору» — неоавангардистського напряму в літературі США (Дж. Барт, Дж. П. Донліві, Дж Хоукс тощо), яке, розділяючи звичайну для модернізму ідею абсурдності буття, прагнуло художньо обґрунтувати її за допомогою гротескного зображення реальності сучасної Америки.

### Особливості прози
Проза Бартелмі відрізняється навмисною однотонністю колориту і широким використанням бурлеску. Трагіфарсові ситуації багатьох його оповідань створені нездатністю героїв з обивательського середовища хоча б допустити можливість іншого духовного існування і розгубленістю, яка опановує цими персонажами, коли вони стикаються з будь-якими відхиленнями від штампів, за якими живуть самі. «Раціоналізований стиль», як визначає свою поетику сам Бартелмі, нерідко виражається у формалізованому описі різних явищ дійсності, вже своєю зміщеністю покликаних продемонструвати її тотальне «безумство», її очевидну ущербність.

## Вибрана бібліографія

### Збірки оповідань
- Повертайтеся, доктор Калігарі (Come Back, Dr. Caligari), 1964
- Діяння нечувані, речі неможливі (Unspeakable Practices, Unnatural Acts), 1968
- Міське життя (City Life), 1970
- Смуток (Sadness), 1972
- Любителі (Amateurs), 1976
- Великі дні (Great Days), 1979
- Шлях вночі до багатьох далеких міст (Overnight to Many Distant Cities), 1983
- Бар Сема (Sam's Bar), 1987
- Шістдесят оповідань (Sixty Stories), 1981
- Сорок оповідань (Forty Stories), 1987
- Політ до Америки: 45 оповідань (Flying to America: 45 More Stories), 2007

### Романи
- Білосніжка (Snow White), 1967; Український переклад: Бартелмі Д. Білосніжка / Пер з англ. Нестелєєв М. – К.: Темпора, 2020. – 224 с.[2]
- Мертвий батько (The Dead Father), 1975
- Рай (Paradise), 1986
- Король (The King), 1990

### Інше
- Книга пародій «Заборонені насолоди» (Guilty Pleasures), 1974